# Guillaume de Marillac

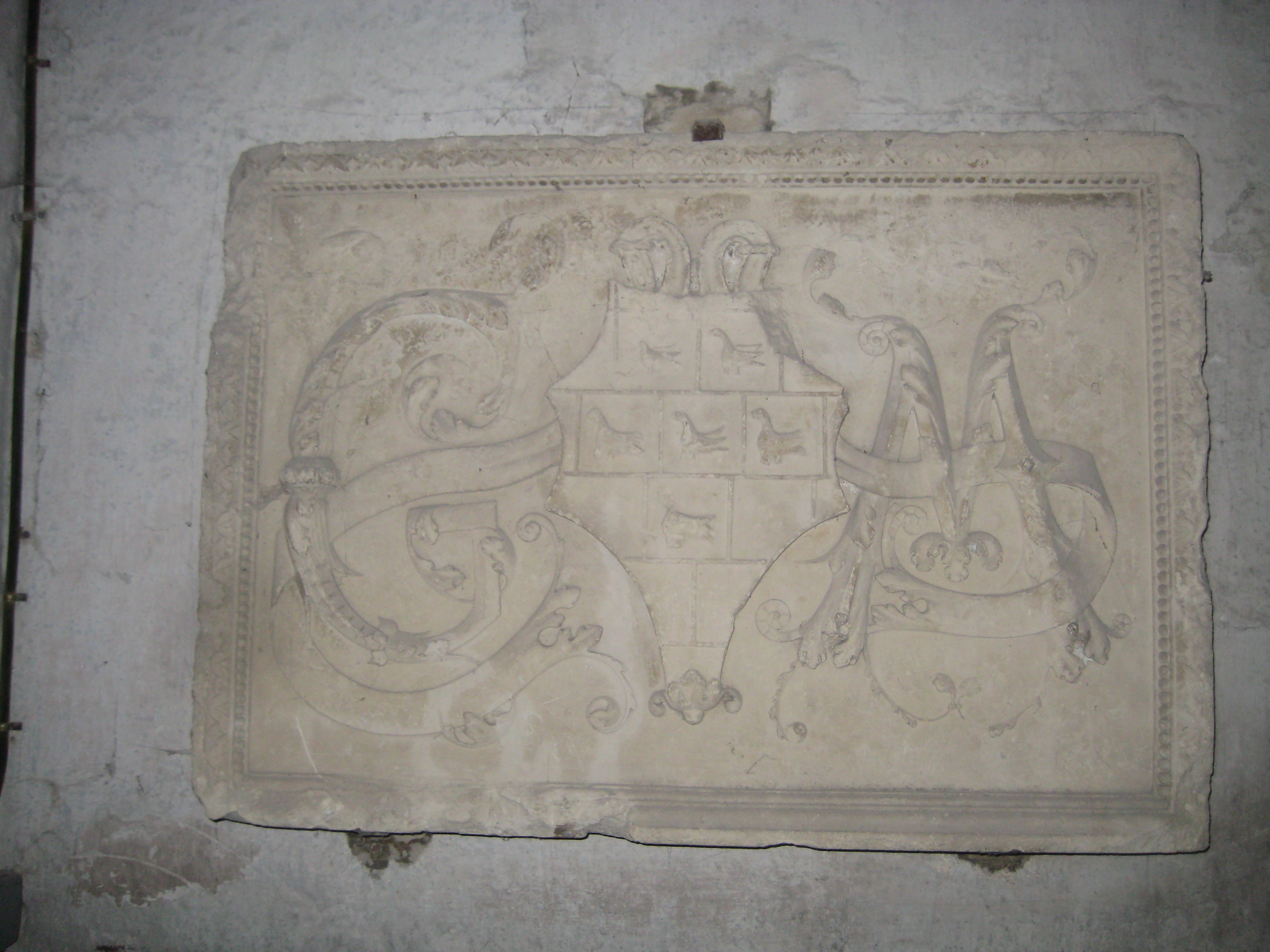
Armas de Guillaume II de Marillac, bajorrelieve de piedra caliza de Chaptuzat, que se halla en la iglesia de Notre-Dame d'Aigueperse.

Tercero de idéntico nombre, Guillaume III de Marillac, señor de Ferrières-en-Brie, fue un funcionario, político y administrador francés nacido hacia 1521 y fallecido en 1573. Fue enterrado en la iglesia de San Pablo y San Luis de París. Abuelo de santa Luisa de Marillac, fue padre de Louis de Marillac, general y militar francés.

## Carrera
En 1551, fue nombrado valet del rey Enrique II  y con fecha 27 de marzo de 1551 fue nombrado superintendente de la Casa de la Moneda de París mediante patente real  Dos años más tarde, en 1553, se convirtió en jefe de la casa de la moneda  y en 1556, maître des comptes.  Del 6 de noviembre de 1568 al 24 de enero de 1573 ocupó el cargo de Controlador general de las Finanzas. En marzo de 1570 fue nombrado caballero 
En 1550, se desplazó junto con el mecánico Aubin Olivier, a la localidad de Augsburgo para estudiar nuevos procesos de prensa de tornillo. Regresaron a París con varias máquinas que instalaron en el Logis des Étuves, situado en el extremo occidental de la Île de la Cité, es decir, en el actual Quai de l'Horloge. El lugar dio nombre a la nueva institución, la Casa de la Moneda del Moulin des Étuves, autorizada definitivamente en julio de 1553. 

## Familia

Escudo de armas de la familia Marillac

Hijo de Guillaume II de Marillac y de Marguerite Genest, se casó con Marie Aligret, hija de Olivier Aligret, señor de Charentonneau y de Clichy, abogado del rey y diputado en el Parlamento de París. De este matrimonio nacieron seis hijos, entre ellos Michel de Marillac, superintendente de finanzas y guardián de los sellos.
De su segundo matrimonio, celebrado el 25 de marzo de 1571 con Geneviève de Bois-l'Évêque, señora de Tournebu, viuda de Jean, señor de Rosières, maestro de peticiones, tuvo dos hijos entre ellos Luis, mariscal de Francia. 
Fue también abuelo de Luisa de Marillac, cofundadora de las Hijas de la Caridad, a través de su hijo Luis I de Marillac (1556-1604), nacido en un primer matrimonio de Guillaume de Marillac.